# Håkan Lindqvist
Håkan ”Linkan” Lindqvist, född 6 december 1968 i Ankarsrum, är en svensk före detta fotbollsspelare (mittfältare) som under flera år spelade för Kalmar FF. Lindqvist var en av de tongivande spelarna i laget under 1990-talet, som vänsterytter.

## Fotbollskarriär
Lindqvist gjorde sin debut i Kalmar FF den 6 maj 1990 i en match mot Mjällby AIF i Division I Södra. Första målet för Kalmar FF kom den 21 maj 1990 i ett derby mot Kalmar AIK. Sista seriematchen i karriären spelades den 5 juni 2003 mot Brommapojkarna i Superettan. Lindqvist spelade under ett kort tag bandy i BK Bore samtidigt som han spelade i Kalmar FF. Av Lindqvists många seriematcher i KFF gjorde han 52 matcher i Allsvenskan och 5 allsvenska mål.

## Tränarkarriär
Lindqvist har efter att slutat som fotbollsspelare engagerat sig i innebandylaget Färjestadens IBK. Säsongen 2008/09 tillträde han som assisterande coach till Mårten Andreasson i Färjestadens IBK:s damlag. 
Sedan 2021 är han ordförande i Färjestadens Goif, efter att under tidigare år varit reservcoach för laget. 
2012 valdes Lindqvist in i Kalmar FFs Wall of Fame.

## Spelstil
Lindqvist var känd som en snabb och explosiv yttermittfältare 

### Webbkällor
- Håkan Lindqvist på Svenska Fotbollförbundets webbplats  Arkivlänk
- Håkan Lindqvist på elitefootball
- Ölandsbladet 3 April 2008
- Årets Fotboll 20023